# Войновце (гміна Кузьниця)
Войновце (пол. Wojnowce) — село в Польщі, у гміні Кузьниця Сокульського повіту Підляського воєводства.
Населення — 61 особа (2011).
У 1975-1998 роках село належало до Білостоцького воєводства.

## Демографія
Демографічна структура станом на 31 березня 2011 року:
|          | Загалом | Допрацездатний вік | Працездатний вік | Постпрацездатний вік |
| -------- | ------- | ------------------ | ---------------- | -------------------- |
| Чоловіки | 38      | 5                  | 26               | 7                    |
| Жінки    | 23      | 0                  | 9                | 14                   |
| Разом    | 61      | 5                  | 35               | 21                   |